# San Pedro (Filipiny)
San Pedro – miasto na Filipinach w regionie CALABARZON, na wyspie Luzon.
W 2010 roku liczyło 294 310 mieszkańców.